# Pügmalion (Donizetti)
A Pügmalión (olaszul Il Pigmalione) Gaetano Donizetti egyfelvonásos operája avagy saját meghatározása szerint scena lirica. 1816. szeptember 15 és október 1. között komponálta Antonio Simeone Sografi szövegkönyve alapján, amely eredetileg Giambattista Cimadoro azonos című operája számára készült 1790-ben Velencében. A mű alapja Jean-Jacques Rousseau 1770-ben Lyonban megjelent Pygmalion-ja, amelynek története Ovidius Átváltozások (Metamorphoses) című művének tizedik könyvét követi. Az ősbemutatóra a bergamói Teatro Donizettiben került sor 1960. október 13-án. Magyarországon még nem játszották.

## Szereplők
| Szereplő  | Hangfekvés | Az ősbemutató szereposztása Karmester: Armando Gatti |
| --------- | ---------- | ---------------------------------------------------- |
| Galateia  | szoprán    | Oriana Santunione-Finzi                              |
| Pügmalión | tenor      | Doro Antonioli                                       |

## Cselekménye
Pügmalión, Kréta királya lemondott a nőkről és szobrász lett, hogy megvalósítsa álmát az ideális női szépséget. Oly módon beleszeret saját alkotásába, hogy nem meri felemelni vésőjét, nehogy fájdalmat okozzon a szobornak. Gyötrelmében a szépség istennőjéhez, Venushoz imádkozik, aki életet lehel Galateiába, a szoborba. A nő viszonozza Pügmalión szerelmét.